# ديفيد جيدينجز
ديفيد جيدينجز هو قاضي وشخصية أعمال ومحامي ومهندس وسياسي أمريكي، ولد في 24 يوليو 1806، وتوفي في 26 أكتوبر 1900.